# 미득현
미득현(베트남어: Huyện Mỹ Đức / 縣美德)는 베트남 하노이의 행정 구역이다. 홍강 삼각주의 일부로 하노이의 남서쪽, 국도 21B를 따라 하노이의 중심부에서 52km 떨어진 곳에 위치해 있다.

## 지리
동쪽으로는 응호아현과 다이강으로 경계를 이룬다. 북쪽으로는 쯔엉미현과 경계를 이루고 있고, 서쪽으로는 호아빈성의 르엉선과 경계를 이룬다. 남서쪽으로는 호아빈성의 락투이현과 경계를 이루며, 동남쪽은 하남성의 낌방현과 경계를 이룬다.

## 행정구역
미득현은 다음의 행정 단위로 구분된다.

### 티쩐(市鎭)
- 다이응히아 티쩐 (Đại Nghĩa / 大義)

### 사(社)
- 안미 사 (An Mỹ / 安美)
- 안푸 사 (An Phú /安富)
- 안띠엔 사 (An Tiến /安進)
- 봇쑤옌 사 (Bột Xuyên /渤川)
- 다이헝 사 (Đại Hưng / 大興)
- 독띤 사 (Đốc Tín / 篤信)
- 동떰 사 (Đồng Tâm / 同心)
- 홍선 (Hồng Sơn /鴻山)
- 헙타인 사 (Hợp Thanh /合淸)
- 헙띠엔 사 (Hợp Tiến /合進)
- 훙띠엔 사 (Hùng Tiến /雄進)
- 흐엉선 사 (Hương Sơn / 香山)
- 레타인 사 (Lê Thanh /黎淸)
- 미타인 사 (Mỹ Thành /美成)
- 푸리우떼 사 (Phù Lưu Tế /芙蒥細)
- 푹럼 사 (Phúc Lâm / 福林)
- 풍싸 사 (Phùng Xá /馮舍)
- 트엉럼 사 (Thượng Lâm /尚林)
- 뚜이라이 사 (Tuy Lai /綏來)
- 반낌 사 (Vạn Kim /萬金)
- 쑤이싸 사 (Xuy Xá /吹舍)

## 명소
- 흐엉 사원 (Perfume Pagoda, Chua Hương, 香寺)